# Rose ave.
Singles
1. You And Me
Sortie : 8 septembre 2014
2. Break The Cycle
Sortie : 22 septembre 2014
3. Capsized
Sortie : 30 septembre 2014

Albums par P!nk
The Truth About Love
(2012) Beautiful Trauma
(2017)
Albums par Dallas Green (via City And Colour)
The Hurry And The Harm
(2013) If I Should Go Before You
(2015)
rose ave. est le premier album studio du duo formé par la chanteuse américaine Alecia Moore (connue sous le nom de P!nk) et l'auteur-compositeur-interprète canadien Dallas Green, sorti le 14 octobre 2014.
Le titre de l'album fait référence au nom de la rue dans laquelle se trouve le studio où il a été enregistré.
L'album n'a eu aucune promotion, en dehors de celle faite sur les réseaux sociaux par les deux artistes. Les trois premiers singles sont sortis directement sur le Vevo du duo sur YouTube.
Un secret show a été organisé à Santa Monica le 9 octobre 2014. Moins d'une centaine de personnes a pu y assister et entendre pour la première fois en live les nouveaux titres.

## Liste des titres
Tous les titres ont été écrits et composés par Alecia Moore et Dallas Green, hormis No Ordinary Love, qui est une reprise d'un titre écrit par Sade Adu et Stuart Matthewman.
| No  | Titre                                | Durée |
| --- | ------------------------------------ | ----- |
| 1.  | Capsized                             | 3:35  |
| 2.  | From a Closet in Norway (Olso Blues) | 3:16  |
| 3.  | Gently                               | 3:32  |
| 4.  | Love Gone Wrong                      | 4:21  |
| 5.  | You and Me                           | 3:12  |
| 6.  | Unbeliever                           | 3:41  |
| 7.  | Second Guess                         | 3:27  |
| 8.  | Break the Cycle                      | 4:06  |
| 9.  | Open Door                            | 3:41  |
| 10. | No Ordinary Love                     | 4:09  |